# Germain Chevarie
Germain Chevarie, né le 10 septembre 1952 aux Îles-de-la-Madeleine, est un homme politique québécois. Il est député de la circonscription des Îles-de-la-Madeleine de 2008 à 2012 ainsi que de 2014 à 2018.

## Biographie
Né aux Îles-de-la-Madeleine, le 10 septembre 1952, il est le fils de Joseph Chevarie, un ouvrier de la construction, et de Hilda Leblanc.

### Études
Germain Chevarie détient un baccalauréat en sciences sociales de l’Université de Moncton, un diplôme d'études supérieures spécialisées en gestion et développement des organisations de l’Université Laval, et une maîtrise en administration publique de l’École nationale d'administration publique à Montréal.

### Carrière professionnelle
Il fait carrière dans le domaine de la santé et des services sociaux aux îles de la Madeleine. En particulier, il est directeur général du centre de santé et de services sociaux des Îles. Il occupe aussi des fonctions de direction au Centre hospitalier de l’Archipel, au Centre local de services communautaires des Îles, de même qu’au Centre de réadaptation des Îles.

### Carrière politique
Il est perçu dans son milieu comme étant un nationaliste québécois et admet avoir déjà voté pour le Parti québécois. Cependant, il dit être déçu par ce parti et croit que le programme du Parti libéral sera meilleur pour les Madelinots.
En 2008, il se présente pour le Parti libéral du Québec dans la circonscription des Îles-de-la-Madeleine et remporte l'élection. Il devient député à l'Assemblée nationale du Québec pour la circonscription. Le 16 février 2011, il est nommé adjoint parlementaire au ministre de la Santé et des Services sociaux.
En 2012, il est défait lors des élections générales québécoises du 4 septembre par la candidate péquiste, Jeannine Richard. Cependant, deux ans plus tard, il défait celle-ci et retrouve son poste de député. En mars 2018, il annonce qu'il quitte la politique à la fin de son mandat et qu'il ne sera pas candidat lors des prochaines élections.

## Résultats électoraux
|                                                                                            | Nom                        | Parti            | Nombre de voix | %      | Maj. |
| ------------------------------------------------------------------------------------------ | -------------------------- | ---------------- | -------------- | ------ | ---- |
|                                                                                            | Germain Chevarie           | Libéral          | 4 137          | 50,1 % | 818  |
|                                                                                            | Jeannine Richard (sortant) | Parti québécois  | 3 319          | 40,2 % | -    |
|                                                                                            | Natalia Porowska           | Québec solidaire | 499            | 6 %    | -    |
|                                                                                            | Mario-Michel Jomphe        | Coalition avenir | 262            | 3,2 %  | -    |
|                                                                                            | David Boudreau             | Option nationale | 46             | 0,6 %  | -    |
| Total                                                                                      | Total                      | Total            | 8 263          | 100 %  |      |
| Le taux de participation lors de l'élection était de 77 % et 96 bulletins ont été rejetés. |                            |                  |                |        |      |

|                                                                                              | Nom                        | Parti            | Nombre de voix | %      | Maj.  |
| -------------------------------------------------------------------------------------------- | -------------------------- | ---------------- | -------------- | ------ | ----- |
|                                                                                              | Jeannine Richard           | Parti québécois  | 4 304          | 51 %   | 1 060 |
|                                                                                              | Germain Chevarie (sortant) | Libéral          | 3 244          | 38,4 % | -     |
|                                                                                              | Georges Painchaud          | Coalition avenir | 407            | 4,8 %  | -     |
|                                                                                              | Yvonne Langford            | Québec solidaire | 403            | 4,8 %  | -     |
|                                                                                              | Jonathan Godin             | Option nationale | 80             | 0,9 %  | -     |
| Total                                                                                        | Total                      | Total            | 8 438          | 100 %  |       |
| Le taux de participation lors de l'élection était de 78,1 % et 96 bulletins ont été rejetés. |                            |                  |                |        |       |

|                                                                                              | Nom              | Parti               | Nombre de voix | %      | Maj. |
| -------------------------------------------------------------------------------------------- | ---------------- | ------------------- | -------------- | ------ | ---- |
|                                                                                              | Germain Chevarie | Libéral             | 3 510          | 49,9 % | 316  |
|                                                                                              | Jeannine Richard | Parti québécois     | 3 194          | 45,4 % | -    |
|                                                                                              | Nicolas Tremblay | Vert                | 129            | 1,8 %  | -    |
|                                                                                              | Patrick Leblanc  | Action démocratique | 121            | 1,7 %  | -    |
|                                                                                              | Jacques Bourdeau | Québec solidaire    | 87             | 1,2 %  | -    |
| Total                                                                                        | Total            | Total               | 7 041          | 100 %  |      |
| Le taux de participation lors de l'élection était de 66,3 % et 73 bulletins ont été rejetés. |                  |                     |                |        |      |